# Henri Cartier-Bresson

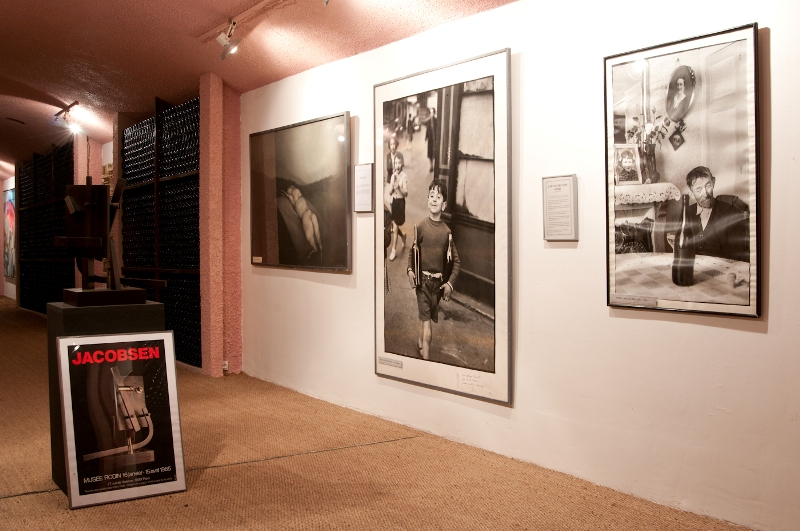
Tentoonstelling van werk van Cartier-Bresson

Henri Cartier-Bresson (Chanteloup-en-Brie, 22 augustus 1908 – Céreste (Alpes-de-Haute-Provence), 3 augustus 2004) was een Franse fotograaf. Samen met Robert Capa en andere fotografen richtte Cartier-Bresson in 1947 Magnum op, het eerste fotografen-coöperatief.

## Leven
Cartier-Bresson werd geboren te Chanteloup-en-Brie in een welgesteld milieu. Hij hield als kind erg van schilderen. "Op donderdag en zondag mocht ik van mezelf schilderen. De andere dagen leefde ik daarnaartoe." De grote doeken van o.a. Rubens tekende en schilderde hij na, als oefening. Als jongeman volgde hij teken- en schilderlessen aan de academie van de kubist André Lhote.
In 1931 vertrok hij op 22-jarige leeftijd als jager naar het West-Afrikaanse oerwoud. Na een jaar keerde hij terug naar Frankrijk na zwarte koorts te hebben opgelopen. Tijdens zijn herstel ontdekte hij de fotografie pas echt. Hij herinnerde zich later hoe hij de hele dag over straat zwierf, gespannen, en klaar om af te drukken; "vastbesloten om het leven te betrappen, om het levend vast te leggen."
Toen de Tweede Wereldoorlog uitbrak, deed Cartier-Bresson korte tijd dienst in het Franse leger. Tijdens de inval van Duitsland in Frankrijk werd hij door de Duitsers gevangengenomen. Na twee mislukte pogingen wist hij uit het krijgsgevangenenkamp te ontvluchten. Tot het eind van de oorlog was hij verzetsstrijder. Omdat werd aangenomen dat hij was overleden, organiseerde het Museum of Modern Art in New York in 1946 een postume expositie.
Een hoogtepunt in zijn carrière was een tentoonstelling in retrospectief. Vierhonderd van zijn foto's waren op diverse plaatsen in de Verenigde Staten te zien.
In 1982 kreeg Cartier-Bresson de Hasselblad Award.
Cartier-Bresson overleed op 95-jarige leeftijd in Céreste (Alpes-de-Haute-Provence). Hij was getrouwd met Martine Franck, die in 2003 de Fondation Henri Cartier-Bresson oprichtte. Postuum kreeg hij in 2006 de Prix Nadar.

### Magnum
In 1947 richtte Cartier-Bresson met vier collega's het fotopersbureau Magnum Photos op. In opdracht van grote tijdschriften reisde hij door Europa en de Verenigde Staten, naar India, de Sovjet-Unie en China. In de jaren vijftig en zestig werden veel fotoboeken met zijn foto's uitgegeven. Het belangrijkste hiervan was Images à la sauvette (1952). In dit boek vertelde Cartier-Bresson dat zelfs het kleinste gegeven nog een geweldig onderwerp kan zijn. Het kleine menselijke detail kan een Leitmotiv worden.

## Fotografie

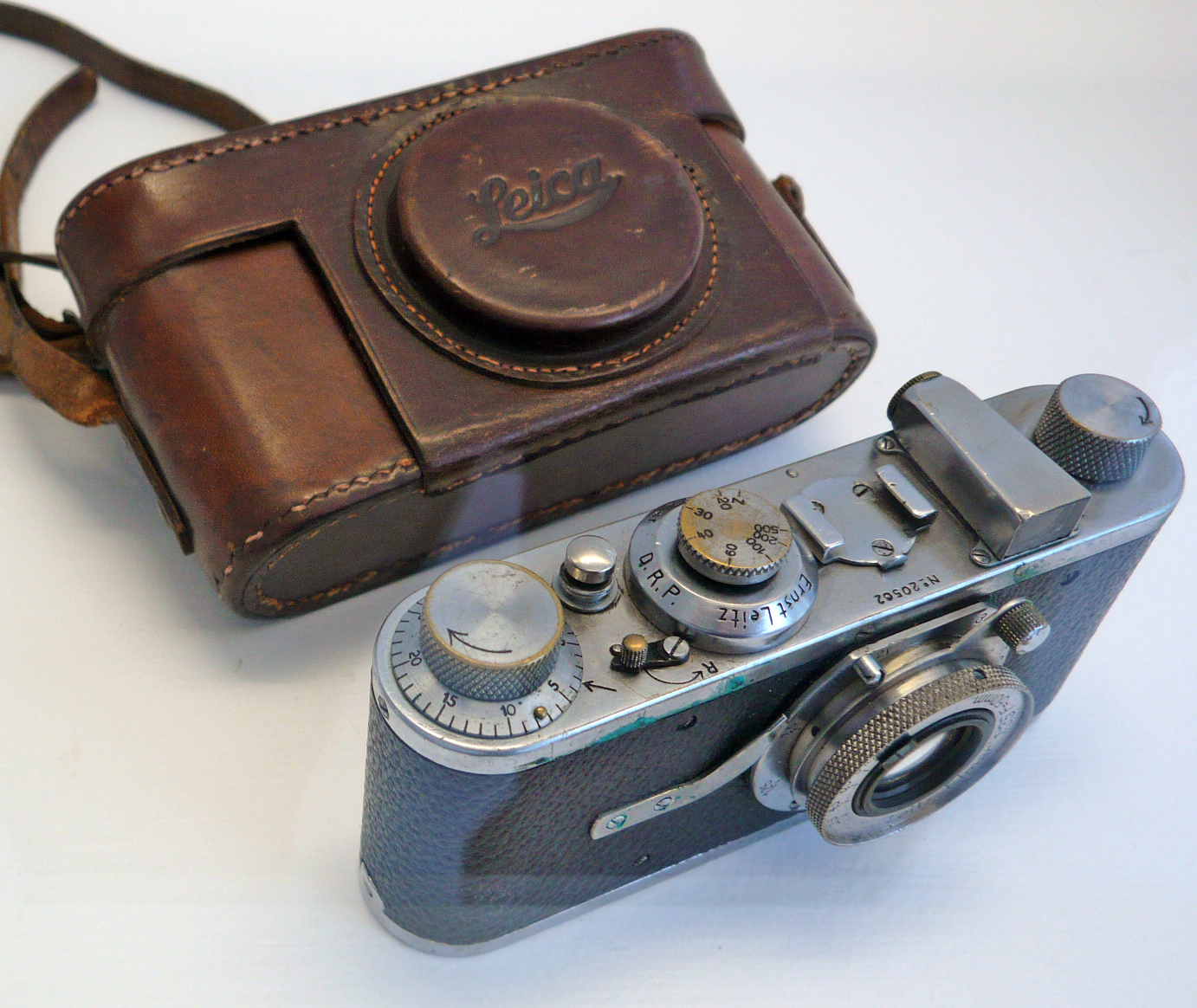
Eerste Leica gebruikt door Cartier-Bresson

Bresson liep rond met een onderzoekende blik en kon ook langere tijd vanaf een vaste positie fotograferen, wachtend op het juiste moment: "Het plezier zit in de geometrie, als alles klopt en op z'n plaats staat."

### Beslissende moment
Cartier-Bresson hanteerde de term het beslissende moment (le moment décisif) onder meer in zijn boek Images à la sauvette. Het beslissende moment duidt op een visueel hoogtepunt dat samenvalt met een dramatisch hoogtepunt. Vrij vertaald zei Bresson: Fotografie is het herkennen, in een fractie van een seconde, het belang van een gebeurtenis alsook het herkennen van de exacte organisatie van vormen die de gebeurtenis het beste uitdrukken.
Bresson gebruikte vaak korte sluitertijden. Zijn beslissende moment duidde op het tijdstip van samenvallen van een patroon van lijnen en vormen; dat was het moment dat hij dikwijls zocht om vast te leggen. Bresson ving daarmee met zijn camera een situatie die anders verborgen bleef in de beweging van tijd en ruimte. "Het resultaat is niet een verhaal, maar een afbeelding", merkte John Szarkowski op (curator fotografie Museum of Modern Art 1962-91).

### Kadreren
Henri Cartier-Bresson was wars van het bijsnijden van foto's, hij streefde naar het in één keer vangen van het goede beeld. Achteraf de kadering van het onderwerp veranderen moest niet nodig zijn.

### Portretten
Cartier-Bresson fotografeerde vele beroemdheden. Hij fotografeerde Marilyn Monroe op de set van haar laatst voltooide film (The Misfits, van John Huston) en wist haar afdwalende blik te vangen.
Ook was hij op bezoek bij Mahatma Gandhi, om een portret van hem te maken. Eerst liet hij Gandhi een fotoboek van hem zien, om 'm een beetje een idee te geven. Ze praatten wat over de foto's, totdat Gandhi naar buiten moest om een meningte mensen te begroeten. Buitengekomen werd Gandhi neergeschoten. De foto's die Cartier-Bresson maakte van Gandhi op zijn sterfbed, werden wereldberoemd.
Cartier-Bresson was aanwezig bij veel grote politieke gebeurtenissen, wist vele belangrijke momenten in de geschiedenis bij te wonen en vast te leggen. Zo was hij aanwezig bij de Maoïstische revolutie in China, de overdracht van het bestuur van Indonesië aan de lokale bevolking na jarenlang een Nederlandse kolonie geweest te zijn, en hij was de eerste fotograaf die vrij mocht fotograferen in de naoorlogse Sovjet-Unie.
Cartier-Bresson werkte met een 35mm Leica M en maakte zelf geen afdrukken van zijn werk.